# Гроссгейм Олександр Альфонсович
Олександр Альфонсович Гроссгейм (нар. 23 лютого (6 березня) 1888, Лихівка Верхньодніпровський повіт Катеринославська губернія — 4 грудня 1948, Ленінград) — російський ботанік, академік АН СРСР (1946), академік АН Азербайджанської РСР (1945), лауреат Сталінської премії (1948) за роботу «Рослинні ресурси Кавказу».
Галузь наукових інтересів: систематика, філогенія, флористичні та ботаніко-географічні дослідження вищих рослин.

## Життєпис
1907 року поступив до Харківського університету, перевівся та 1912 року закінчив природниче відділення фізико-математичного факультету Московського університету.
Після закінчення навчання Олександр Гроссгейм працював на Кавказі: був практикантом, а потім ботаніком-флористом ботанічного саду Міністерства землеробства Грузії (Тифліс, 1913–1926).
Отримав посаду асистента, а потім доцента Тифліського політехнічного інституту (1917–1926).
З 1926 по 1947 роки наукова та педагогічна діяльність Олександра Гроссгейма пов'язана з Баку.
1926–1931 роках працював ботаніком Наркомзему Азербайджанської РСР.
1931–1932 роках став ботаніком Азербайджанського державного науково-дослідного інституту.
1925–1929 роках обіймав посаду доцента, a в 1929–1946 роках — професора та завідувача кафедри морфології та систематики вищих рослин Азербайджанського державного університету.
1929 року був також затверджений в званні професора Вищого педагогічного інституту, де викладав до 1934 року.
В 1932–1936 роках О. А. Гроссгейм очолював сектор Азербайджанського відділення Закавказької філії АН СРСР.
Організатор та директор Ботанічного інституту Азербайджанської філії АН СРСР.
29 січня 1939 року А. А. Гроссгейм був обраний член-кореспондентом по відділенню математичних і природничих наук АН СРСР.
1945 року О. А. Гроссгейм запропонував нову філогенетичну систему квіткових рослин (покритонасінніх). Теоретичне обґрунтування цієї системи викладено ним у роботі «До питання про графічне зображення системи квіткових рослин». За цю роботу АН СРСР надала О. А. Гроссгейму премію ім. В. Л. Комарова (1946).
1945 року було обрано дійсним членом АН Азербайджанської РСР.
30 листопада 1946 року Олександра Гроссгейма було обрано академіком по відділенню біологічних наук (спеціалізація ботаніка) АН СРСР.
1946–1948 роках був консультантом АН Азербайджанської РСР.
1947 — переїхав до Ленінграду, де очолив сектор кавказької флори в Ботанічному інституті АН СРСР та кафедру морфології та систематики рослин в Ленінградському державному університеті.
4 грудня 1948 року Олександр Альфонсович Гроссгейм помер, поховано в Ленінграді.

## Визнання
О. А. Гроссгейм був Почесним членом Російського ботанічного товариства, членом Московського товариства дослідників природи та Всесоюзного географічного товариства. Був членом Ботанічного товариства Болгарії.
1945 року Сосновський Дмитро Іванович і Тахтаджян Армен Леонович назвали на честь Гроссгейма рід рослин Гроссгеймія (Grossheimia) родини Айстрові (Asteraceae).
За працю «Рослинні ресурси Кавказу» в 1948 році А. А. Гроссгейм став лауреатом Сталінської премії СРСР.
Нагороджений орденом Трудового Червоного Прапора (1945) та медалями.

## Наукові праці
- «Флора Кавказа» в 4 томах (1928—1934),
- «Анализ флоры Кавказа» (1936),
- «Растительные ресурсы Кавказа» (1946),
- «Растительный покров Кавказа» (1948),
- «Определитель растений Кавказа» (1949).